# Sophie Calle
Sophie Calle (París, 9 de octubre de 1953) es una artista conceptual francesa, además de escritora, fotógrafa y directora de cine. El principal objeto de su obra es la intimidad y de modo particular la suya propia. Para ello utiliza gran diversidad de medios de registro como libros, fotografías, vídeos, películas o performances.

## Biografía
Nace en Paris el 9 de octubre de 1953. Es hija del prestigioso oncólogo Robert Calle. A través de la amistad de su padre con artistas como Martial Raysse, Arman, y Christian Boltanski, recibe inspiración e influencia para decidirse ella misma por una carrera artística.
Después de viajar por buena parte del mundo regresó a París en 1979. Es profesora en la European Graduate School (EGS) desde 2005.

## Obra
A finales de los años 70 presenta su primera serie de fotografías. Ella misma describió el proyecto Les Dormeurs (Los durmientes) de la siguiente manera:

Pedí a algunas personas que me proporcionaran algunas horas de sueño. Venir a dormir a mi lecho. Dejarse fotografiar. Responder a algunas preguntas. Propuse a cada uno una estancia de unas ocho horas, la de un sueño normal. Contacté por teléfono con 45 personas: desconocidos cuyos nombres me habían sido sugeridos por conocidos comunes, amigos y habitantes del barrio llamados para dormir de día, (...) Mi habitación tenía que constituir un espacio constantemente ocupado durante 8 días, sucediéndose los durmientes a intervalos regulares. (...)
La ocupación de la cama comenzó el 1 de abril de 1979 a las 17  y finalizó el lunes 9 de abril de 1979 a las 10 , 28 durmientes se sucedieron. Algunos se cruzaron (...) Un juego de cama limpio estaba a su disposición (...) no se trataba de saber, de encuestar, sino de establecer un contacto neutro y distante. Yo tomaba fotos todas las horas. Observaba a mis invitados durmiendo.

De 1980 es su proyecto Suite Vénitienne (Suite veneciana), donde a partir de una fiesta celebrada en Venecia, se dedica a perseguir sutilmente a un invitado, con el fin de tomar parte de su intimidad. De ese mismo año también es su proyecto Detective, donde encarga a su madre que contrate a un detective para que le siga y realice un pormenorizado detalle de su vida diaria incluyendo un soporte gráfico. De esta forma posee la información recibida del detective y la información que ella había recogido en su diario personal, y las compara. La artista afirma: 

A petición mía, durante el mes de abril de 1981, mi madre se acerca a la agencia <Duluc. Detectives privados>. Pide que me sigan y reclama una relación escrita de mi empleo del tiempo y una serie de fotografías prueba de mi existencia.

En 1986 realiza la serie Les aveugles (Los ciegos). En ella recoge los testimonios de varias personas ciegas de nacimiento conforme a lo que ellos creen que es la belleza. Cada una de las piezas (un total de 23) está integrada por una foto-retrato de la persona, junto a otro cuadro con su testimonio escrito, y debajo de todo ello una fotografía de aquello que la persona ha nombrado como su impresión subjetiva de la belleza. Ella lo describió así:

He encontrado personas que son ciegas de nacimiento. Que no han visto nunca. Les he preguntado qué es para ellos la imagen de la belleza.

Está obsesionada por la mirada, tanto la de los otros como la suya. "Qué miran los otros cuando me miran mirar", además de una necesidad de saber del otro, como lo demuestra en Suite Vénitienne.
Con motivo del 50 aniversario de la muerte de Pablo Picasso, en octubre de 2023 Sophie Calle presenta la exposición A toi de faire, ma mignonne (Depende de ti, preciosa). La propuesta se desarrolla en los diferentes pisos del hotel Salé de Paris y muestra archivos y escritos como fuentes y materias primas para echar una peculiar mirada a una selección de las obras más emblemáticas del pintor y establecer un diálogo con él, cuyas imágenes o recuerdos la artista convoca a través de una narrativa personal.
El escritor estadounidense Paul Auster en su novela Leviatán inspira el personaje de María Turner en Sophie Calle.

## Otras obras suyas
- L' Hôtel (1981)
- Les Tombes (1990)
- Récits autobiographiques (1991)
- Dislocations (1991, MOMA Nueva York)
- The last seen... (1992)
- Double Blind (1992) (película)
- Prenez soin de vous (2007)[6]

## Premios
- 2010: Premio Internacional de la Fundación Hasselblad[7]
- 2019: Centenary Medal de la Royal Photographic Society.[8]